# Banchinaggio
Il banchinaggio, nelle costruzioni edili, è un'armatura provvisoria per il sostegno dei casseri per il getto del solaio in cemento armato.
Esso è formato da travi in legno, e puntelli in acciaio che le sostengono, disposte perpendicolarmente all'orditura del solaio e dev'essere sufficientemente rigido e resistente in modo da sopportare il peso dei componenti e del getto di calcestruzzo.